# Atelerix sclateri
Atelerix sclateri е вид бозайник от семейство Таралежови (Erinaceidae). Видът не е застрашен от изчезване.

## Разпространение
Разпространен е в Сомалия.

## Описание
На дължина достигат до 13 cm.